# The Exorcist (série de televisão)
The Exorcist é uma série de televisão americana de terror dramático estrelada por Alfonso Herrera, Ben Daniels e Geena Davis. Estreou na Fox em 23 de setembro de 2016. A série, vagamente baseado no livro de mesmo nome de William Peter Blatty e em uma sequência do filme de 1973 de mesmo nome, foi encomendada em 10 de maio de 2016.
Em 12 de maio de 2017, a Fox renovou a série para uma segunda temporada, subtitulada The Next Chapter, que estreou em 29 de Setembro de 2017. Em 11 de maio de 2018, a Fox cancelou a série após duas temporadas.

## Elenco

### Elenco principal
| Ator/Atriz         | Personagem                 | Temporada  | Temporada    |
| Ator/Atriz         | Personagem                 | 1.ª (2016) | 2.ª (2017)   |
| ------------------ | -------------------------- | ---------- | ------------ |
| Alfonso Herrera    | Padre Tomas Ortega         | Principal  | Principal    |
| Ben Daniels        | Padre Marcus Keane         | Principal  | Principal    |
| Hannah Kasulka     | Casey Rance                | Principal  | Participação |
| Brianne Howey      | Katherine "Kat" Rance      | Principal  |              |
| Kurt Egyiawan      | Padre Devon Bennett        | Principal  | Principal    |
| Alan Ruck          | Henry Rance                | Principal  |              |
| Geena Davis        | Angela Rance/Regan MacNeil | Principal  |              |
| Zuleikha Robinson  | Mouse                      |            | Principal    |
| Li Jun Li          | Rose Cooper                |            | Principal    |
| Brianna Hildebrand | Verity                     |            | Principal    |
| John Cho           | Andrew "Andy" Kim          |            | Principal    |

### Elenco recorrente
| Ator/Atriz          | Personagem                        | Temporada  | Temporada  | Temporada |
| Ator/Atriz          | Personagem                        | 1.ª (2016) | 2.ª (2017) |           |
| ------------------- | --------------------------------- | ---------- | ---------- | --------- |
| Robert Emmet Lunney | The Salesman/Capitão Howdy/Pazuzu | Recorrente |            |           |
| Mouzam Makkar       | Jessica                           | Recorrente |            |           |
| Kirsten Fitzgerald  | Maria Walters                     | Recorrente | Recorrente |           |
| David Hewlett       | A voz do demônio / Pazuzu         | Recorrente | Recorrente |           |
| Sharon Gless        | Chris MacNeil                     | Recorrente |            |           |
| Camille Guaty       | Olivia                            | Recorrente |            |           |
| Deanna Dunagan      | Madre Bernadette                  | Recorrente |            |           |
| Torrey Hanson       | Cardeal Guillot                   | Recorrente | Recorrente |           |
| Francis Guinan      | Simon, o padre                    | Recorrente |            |           |
| Cyrus Arnold        | David "Truck" Johnson III         |            | Recorrente |           |
| Hunter Dillon       | Caleb                             |            | Recorrente |           |
| Alex Barima         | Shelby                            |            | Recorrente |           |
| Amélie Eve          | Grace                             |            | Recorrente |           |
| Christopher Cousins | Peter Osborne                     |            | Recorrente |           |
| Alicia Witt         | Nicole Kim                        |            | Recorrente |           |
| Zibby Allen         | Cindy                             |            | Recorrente |           |
| Beatrice Kitsos     | Harper Graham                     |            | Recorrente |           |

## Produção

### Desenvolvimento
Jeremy Slater escreveu o piloto, e em 22 de Janeiro de 2016, a Fox ordenou que a série fosse feita. A série é descrita como um "suspense psicológico propulsor e levado a sério que segue dois homens muito diferentes que abordam o caso de uma família de terrível posse demoníaca e confrontando o rosto do verdadeiro mal".

### Elenco
Em 24 de Fevereiro de 2016, Brianne Howey foi escolhida como Katherine Rance. Em 29 de Fevereiro de 2016, Hannah Kasulka foi escolhida como Casey Rance. Em 2 de Março de 2016, Alfonso Herrera e Ben Daniels como Padre Tomas e Padre Marcus, respectivamente. Em 3 de Março de 2016, Kurt Egyiawan foi escolhido como Padre Bennett. Em 7 de Março de 2016, Geena Davis foi escolhida como Angela Rance. Em 7 de Junho de 2017, foi anunciado que Davis, Ruck, Kasulka e Howey não retornariam como membros do elenco regular na segunda temporada. Herrera, Egyiawan e Daniels voltarão, pois seus personagens irão presidir um novo caso de posse.

### Filmagem
Fox anunciou que a primeira temporada foi filmada em Chicago.

## Episódios
| Temporada | Temporada | Episódios | Data de estreia        | Data de encerramento   |
| Temporada | Temporada | Episódios | Estreia de temporada   | Final de temporada     |
| --------- | --------- | --------- | ---------------------- | ---------------------- |
|           | 1         | 10        | 23 de Setembro de 2016 | 16 de Dezembro de 2016 |
|           | 2         | 10        | 29 de Setembro de 2017 | 15 de Dezembro de 2017 |

## Transmissão
Internacionalmente, a série estreou no Brasil no FX em 23 de Setembro de 2016, o mesmo dia que nos EUA. Ela estreou na Austrália na Showcase em 4 de Dezembro de 2016.

## Recepção
O Exorcista recebeu, no geral, resenhas positivas dos críticos. Revisão do Rotten tomatoes deu a série uma pontuação de 77%, com base em 47 avaliações, com uma média de 5.8/10. O consenso diz, "O Exorcista não chega perto de seu clássico de origem, mas ainda possui uma narrativa tensa que administra alguns dos legítimos fatores assustadores e conta com credíveis efeitos especiais." No Metacritic, o show tem uma média ponderada de 62/100 com base em 28 de resenhas, indicando "críticas geralmente favoráveis."